# Pseudomyrmex apache
Pseudomyrmex apache is een mierensoort uit de onderfamilie van de Pseudomyrmecinae. De wetenschappelijke naam van de soort is voor het eerst geldig gepubliceerd in 1953 door Creighton.